# علاج تحفيز الكولاجين
علاج تحفيز الكولاجين (اختصارًا CIT)، والمعروف أيضًا باسم العلاج بالإبر المجهرية أو العلاج بالديرمارولر أو علاج الجلد بالإبر، هو إجراء تجميلي يتضمن ثقب الجلد بشكل متكرر بإبر صغيرة ومعقمة (الإبر المجهرية في الجلد ). يجب فصل علاج تحفيز الكولاجين عن السياقات الأخرى التي يتم فيها استخدام أجهزة الإبر الدقيقة على الجلد، على سبيل المثال، توصيل الأدوية عبر الأدمة، التطعيم.
وهي تقنية يتم إجراء الأبحاث عليها ولكن تم استخدامها لحل عدد من مشاكل الجلد بما في ذلك التندب وحب الشباب. وقد أظهرت بعض الدراسات أيضًا أنه عند دمجه مع علاج المينوكسيديل، فإن الإبر الدقيقة قادرة على علاج تساقط الشعر بشكل أكثر فعالية من علاج المينوكسيديل وحده.
يمكن الجمع بين البلازما الغنية بالصفائح الدموية (PRP) مع علاج تحريض الكولاجين في شكل من أشكال علاج الدم الذاتي الجلدي. البلازما الغنية بالصفائح الدموية مشتقة من دم المريض نفسه وقد تحتوي على عوامل نمو تزيد من إنتاج الكولاجين. يمكن تطبيقه موضعياً على منطقة العلاج بأكملها أثناء وبعد علاج تحفيز الكولاجين بالحقن أو حقنه داخل الجلد إلى الندبات مباشرة. لا تزال فعالية العلاجات المركبة موضع تساؤل في انتظار الدراسات العلمية. وقد تم الإستشهاد بمخاوف أكثر خطورة تتعلق بسلامة هذه العلاجات، والمعروفة باسم علاجات مصاص الدماء للوجه، عندما يتم إجراؤها في أماكن غير طبية من قبل أشخاص غير مدربين على مكافحة العدوى. أصدرت وزارة الصحة في نيومكسيكو بيانا مفاده أن نشاطا واحدا على الأقل يُقدم علاجات مصاص دماء «يمكن أن ينقل العدوى المنقولة بالدم مثل فيروس نقص المناعة البشرية والتهاب الكبد B والتهاب الكبد C للعملاء».